# Gvadalupski kreolski francuski jezik
Gvadalupski kreolski francuski (kreyol, martinikanski kreolski francuski, patois, patwa; ISO 639-3: gcf), kreolski jezik na otocima Gvadalupe gdje se naziva gvadalupski kreolski i Martiniku, kao martinikanski kreolski. Temelji se na francuskom jeziku. Ima ukupno 848 000 govornika od čega 430 000 na Gvadalupu (2001), ostali na Martiniku.
Dijalekti su mu Marie Galante kreolski na otoku Marie-Galante i St. Barth kreolski.

## Vanjske poveznice
- Ethnologue (14th)
- Ethnologue (15th)